# ポケモンの一覧 (546-598)
ポケモンの一覧（ポケモンのいちらん）は、ゲームソフト『ポケットモンスターシリーズ』に登場する架空の生物「ポケットモンスター（ポケモン）」の一覧。本項では全1025種のうち、『ポケットモンスター ブラック・ホワイト』から登場し、シリーズ共通の全国ポケモン図鑑において546から598までの番号を付与されている種を掲載する。

## モンメン
| 分類: わたたまポケモン         | タイプ: くさ/ フェアリー | 高さ: 0.3m   | 重さ: 0.6kg        |
| 特性: すりぬけ/ いたずらごころ | かくれ特性: ようりょくそ | 進化前: なし | 進化後: エルフーン |

木綿の種子のような外見をし、綿毛をまとったポケモン。敵に襲われると綿を飛ばし、そちらに気を取られている隙に逃走する。この綿の品質は高く、高級布団などに使用されている。雨の日は体が重たくなる。仲間を見つけるとどんどん集まり、まるで入道雲のように大きな塊になる。
『ポケットモンスター X・Y』からは、フェアリータイプが新たに追加された。
TVアニメ版では『ベストウイッシュ』第29話で野生が初登場。そのうち1匹はバトルに弱かったため、サトシたちにサポートしてもらった。声優は進藤尚美、福圓美里、たかはし智秋、浅井清己。
デザインはにしだあつこによるもので、デザイン当初から対を成すチュリネとセットで制作されていた。

## エルフーン
| 分類: かぜかくれポケモン       | タイプ: くさ/ フェアリー | 高さ: 0.7m       | 重さ: 6.6kg  |
| 特性: いたずらごころ/ すりぬけ | かくれ特性: ようりょくそ | 進化前: モンメン | 進化後: なし |

モンメンの進化形。小さな手足を持つ人型となり、日光を浴びると膨らむ大きな綿が頭髪のように頭から伸び、後頭部と背中を覆っている。緑色の耳がくるりと巻いており、ヒツジの角のようにも見える。
特定のすみかを持たず、つむじ風に乗って（ただし、あまりの強風だと頭の綿がちぎれてしまう）各地を移動して暮らす。どんなに細い隙間でも風のように潜り抜ける事ができ、小さな隙間から民家に侵入し、家具を動かしたり、大事な物を隠したり、綿をちぎって撒き散らしたりなどの悪戯をした後、ニコニコ笑いながら去っていく厄介者。なお水がかかると、水を吸って重くなり動けなくなってしまうため観念する。
『ポケットモンスター X・Y』からは、フェアリータイプが新たに追加された。
トレーナーでは「スカーレット・バイオレット」でブルベリーグ四天王のタロが使用する。
デザインは、ピカチュウなどを手がけたにしだあつこによるもの。対をなす形で『ホワイト』に登場するドレディアとは当初からセットでデザインされていた。なお、初期設定では2進化するポケモンであり、モンメンとエルフーンの間にもう一つの進化形態が存在する予定だった。また、木綿の種子をモチーフとしたポケモンだが、ヒツジのデザインも加えられており、ヒツジの角のような頭部側面のパーツにそれがうかがえる。

## チュリネ
| 分類: ねっこポケモン           | タイプ: くさ             | 高さ: 0.5m   | 重さ: 6.6kg        |
| 特性: ようりょくそ/ マイペース | かくれ特性: リーフガード | 進化前: なし | 進化後: ドレディア |

苗木やチューリップなどの球根のような姿をしたポケモン。体と頭で構成されていて、顔は白く、髪の毛の如き黄緑色の部分が頭の表面の大半を占めており、頭頂部からは葉が3枚生えており、かじるととても苦いが疲れがとれて元気になる。天日干しにして煎じて飲むと更に効果的で、「当時の元気が戻る」と高齢者に人気の飲み物。適度にトリミングすることで丸々と成長させることが可能。栄養価の高い土を好むため、チュリネの住む土地は作物の育ちが良いといわれている。
「スカーレット・バイオレット」ではジムリーダーのコルサが初戦で使用。
「ポケットモンスターブラック・ホワイト 4コマまんがつきイッシュ図鑑ミニ」の4コマ漫画、春風邪三太の漫画版などでは、作者がチュリネがメスしかいない事を知らない為一人称が「ボク」となっているが、設定上メスである。
『大乱闘スマッシュブラザーズ for Nintendo 3DS』では「フィールドスマッシュ」の敵キャラクターとして登場。前方へ「ねむりごな」を放ち、ファイターを眠らせる。

## ドレディア
| 分類: はなかざりポケモン       | タイプ: くさ             | 高さ: 1.1m       | 重さ: 16.3kg |
| 特性: ようりょくそ/ マイペース | かくれ特性: リーフガード | 進化前: チュリネ | 進化後: なし |

チュリネの進化形。ロングスカートの少女のような姿、挙動をしており外見でもわかる通りチュリネ同様メスしか存在しない。主にセレブ層に人気が高い。顔は白く、髪のように黄緑色の葉が生えており、両手は緑色でスカートに当たる部分が髪と同じ黄緑色。足は黄色い根っこのようなものが4本あるが、これで1本の足のため、跳ねながら移動する。頭の左側には赤い大きな花飾りがついていて、その香りにはリラックス効果があるとされる。育った土壌によって香りに少しずつ違いが出る。この花は手入れを怠ると枯れてしまい、美しく咲かせるのはベテラントレーナーでも難しいとされている。人の手で美しく咲かせても、土地に適応して育った野生のものには敵わない。つがいとなるオスを見つけても花は枯れる。花から取れる精油は極上の香りを発する為、目玉が飛び出る程高価な値段で取引されている。
『サン・ムーン』ではエーテル財団代表のルザミーネ、「スカーレット・バイオレット」ではジムリーダーのコルサが再戦時にチュリネを進化する形で使用する。
ヒスイのすがた
分類：スピンポケモン、タイプ：くさ・かくとう、高さ：1.3m、重さ：20.0kg、特性：はりきり・ようりょくそ。ヒスイ地方のドレディアの姿。スレンダーなボディになっており、原種では見えなかった足の部分が露出され、完全な人型になった。これは雪の深い山に耐えるために脚力が発達したと考えられている。花飾りから周囲を鼓舞させる香りを放つ。
TVアニメ版では『ベストウイッシュ』第59話にてユウトのポケモンとして登場。声優は西村ちなみ。第98話では花園歌劇団の仲間の一人・ミズキの手持ちポケモンとして登場。声優はたかはし智秋。
開発者によると「ごてごてしたお嬢様」をイメージしたという。

## バスラオ
| 分類: らんぼうポケモン | タイプ: みず           | 高さ: 1.0m   | 重さ: 18.0kg       |
| 特性: 本文参照         | かくれ特性: かたやぶり | 進化前: なし | 進化後: イダイトウ |

緑色の体色と大きく張った下顎が特徴の、魚のようなポケモン。「あかすじのすがた」「あおすじのすがた」の2種類の姿が存在し、「あかすじのすがた」のバスラオは目が丸くヒレはギザギザしているが、「あおすじのすがた」のバスラオは切れ目でヒレはしなやかである。
特性も姿形により異なり、「あかすじのすがた」はすてみ/てきおうりょく、「あおすじのすがた」はいしあたま/てきおうりょくを持つ。
とても乱暴で獰猛なポケモンで、通称「川のチンピラ」。特に異なる色のバスラオ同士は仲が悪く、すぐに喧嘩を始めてしまうほど。同じ色の個体で群れを形成する習性があるが、仲が悪いはずの違う体色のバスラオが群れの中に紛れ込むことがある。ちなみに色の違いの意味は良く分かっていない。バスラオが現れた湖からは、ヘイガニやシザリガー以外のポケモンは逃げ出す。タフなので釣り人に人気であり、無断で池に放たれるのでどんどん増える。食べることが可能で、味は良いらしいとのことで、「あかすじ」の方は脂身が多く、「あおすじ」の方は淡泊で食べやすい。ポケモンにとっても栄養になるのか、パルデア地方ではヘイラッシャやオトシドリなどに狙われる。
『ブラック2・ホワイト2』では、元サンヨウシティジムリーダー・コーン（ビストロサンヨウ・PWT）が使用。
しろすじのすがた
分類：おんこうポケモン
『Pokémon LEGENDS アルセウス』で初登場した姿。温厚で臆病な性質を持つ。極寒の海に群れで生息しており、餌を分け合いながら暮らし、時が来たときに生まれた川へと帰る。バスラオとの類似点が多いためリージョンフォームと定義されたが、後の時代では生態が違いすぎる事から実は別種ではないかという説が有力視されている。イダイトウに進化するのは現状この個体のみとされており、進化する為には反動ダメージの累計が294を超える必要がある（瀕死になって戦闘が終了するとカウントはリセットされる。途中で回復したり瀕死になった戦闘中に「げんきのかけら」等で復活出来ればカウントは維持される）。
TVアニメ版では『ベストウイッシュ』第37話の釣り大会で登場。あかすじとあおすじの両方が登場し、あおすじの方はデントが一時的にゲットした。
ショートストーリー『ピカチュウのサマー・ブリッジストーリー』であかすじのバスラオが登場。川を渡って森へ向かおうとするピカチュウたちを襲った。声優は三宅健太。
タコボンドのArk実況のポケモンパーク編では第5話にて水中に登場し、モンスターボールを投げようとしたが跳ね返りゲットを断念して倒し釣る。

## メグロコ
| 分類: さばくワニポケモン     | タイプ: じめん/ あく     | 高さ: 0.7m   | 重さ: 15.2kg     |
| 特性: いかく/ じしんかじょう | かくれ特性: いかりのつぼ | 進化前: なし | 進化後: ワルビル |

縞模様のある茶色い体のワニ型ポケモン。目の周りが黒いのは、防塵用の膜のせいであり、目を砂から守っている。同じくワニのポケモンであるワニノコとは違い完全な陸生のポケモンで、砂の中に潜って生活し、目と鼻だけを外に出しながら移動する。太陽に温められた砂によって、体温の低下を防いでいる。まだ狩りが下手なため、行き倒れた獲物や転んでなかなか起き上がれないナックラーを捕食する。
TVアニメ版では『ベストウイッシュ』第3話に登場。カノコタウンからサンヨウシティ道中にある温泉リゾートの砂風呂を楽しんでいるポケモンの一種であり、サングラスをかけたリーダー個体と、他に仲間が多数いた。声優は三宅健太。その後、このリーダー格の個体はピカチュウとバトルしたい一心でサトシ達を追い掛け、第20話にてワルビルに進化し、後にサトシのポケモンになる。ゴウもゲットしており、こちらの声優は古島清孝。

## ワルビル
| 分類: さばくワニポケモン     | タイプ: じめん/ あく     | 高さ: 1.0m       | 重さ: 33.4kg       |
| 特性: いかく/ じしんかじょう | かくれ特性: いかりのつぼ | 進化前: メグロコ | 進化後: ワルビアル |

メグロコの進化形。縞模様のある茶色い体のワニ型ポケモン。進化して二足歩行になった。数匹で群れを形成する習性を持つ。眼球がサングラスのような特殊な黒い膜で覆われており、この膜によって砂嵐の中でも視界を制限されない上、物体の熱を感知することで暗闇でも視界を確保できる。ただし、夜は行動しないためあまり活用していない。群れの中では雌が中心の場合が多く、雄が狩りに出る。狩った獲物の一部は、今後の狩りに失敗したときのための非常食として、砂に埋めて保存する。
TVアニメ版では『ベストウイッシュ』第20話にて、ピカチュウを追ってきたサングラスのメグロコが進化する形で初登場。第64話終盤にも再登場し、第65話でサトシがゲットした。声優は三宅健太。第61話ではホドモエジムのリーダー、ヤーコンの手持ちポケモンとしても登場。こちらの声優は古島清孝。

## ワルビアル
| 分類: いかくポケモン         | タイプ: じめん/ あく     | 高さ: 1.5m       | 重さ: 96.3kg |
| 特性: いかく/ じしんかじょう | かくれ特性: いかりのつぼ | 進化前: ワルビル | 進化後: なし |

ワルビルの進化形。ガビアルのような巨大なワニ型のポケモン。ワルビルに比べて体の色が赤黒くなっており、目のふちがサングラスのように尖っている。その眼球は遠くの物体を双眼鏡のように拡大して見る機能を備え、たとえ砂嵐の中でも50km離れたところにある物体も見える。ワルビルの頃の赤外線・暗視ゴーグルの役割が退化したか否かは不明。発達したアゴは自動車すら噛み砕くほどの力を持つ。獲物の為に何日も待つ忍耐強さの持ち主。一方で凶暴な性格をも併せ持ち、獲物を見つけると砂漠を泳ぐように急接近して襲いかかり、目の前で動くものを噛み砕こうとする習性がある。その獲物に食らいつくと、そのまま体を実際のワニの「デスロール」のように勢いよく捻り、獲物を真っ二つに引きちぎる。普段はフライゴンが起こす砂嵐に身を潜めてチャンスをうかがっている。
『ブラック・ホワイト、ブラック2・ホワイト2』で四天王のギーマ、『ブラック2・ホワイト2』ではこれに加えてPWTでヤーコンとアデクがそれぞれ使用する。「サン・ムーン」ではしまキングのクチナシとしまクイーンのハプウが使用する。「スカーレット・バイオレット」ではスター団あく組チーム・セギンのボスであるピーニャが再戦時に使用。
TVアニメ版では『ベストウイッシュ』第82話でジョーズ（声 - 皆川純子）のポケモンとして登場。『ベストウイッシュ シーズン2』では、サトシのワルビルが進化したポケモンとしても登場、エースとして活躍。声優は三宅健太。『サン&ムーン』でもクチナシのポケモンとして登場しており、「いかく」でサトシのルガルガンを挑発した。こちらの声優は櫻井トオル。
第8シリーズでは37話にてメスの個体が登場。メグロコ達の母親で子供たちを守るために発掘現場の人々を襲うも、ホゲータの「チャームボイス」で正気に戻る。その後、「りんしょう」で岩を壊すことに成功したものの、その代わりライジングボルテッカーズは岩を運ぶ仕事がなくなってしまった。声優は『サン&ムーン』でマーマネ役を担当した武隈史子。

## ダルマッカ
| 分類: だるまポケモン | タイプ: ほのお             | 高さ: 0.6m   | 重さ: 37.5kg       |
| 特性: はりきり       | かくれ特性: せいしんりょく | 進化前: なし | 進化後: ヒヒダルマ |

赤色のだるま型のポケモン。短い手足を持つが、体に納めて完全なだるま型になることもある。体内に炎を燃やしており、燃えているうちは忙しなく動くが、火が弱まると眠ってしまう。このポケモンの糞は熱を帯びて温かく、昔の人はこれを懐に入れて懐炉のように使っていた。
TVアニメ版では『ベストウイッシュ』第8話にて野生の個体が初登場。声優は古島清孝。2匹で人の食べ物を盗んで迷惑をかけていたが、実はその行為は身動きが取れないヒヒダルマのためにしていたことだった。テレビアニメ第8シリーズではテラスタル研修生のライ（声 - 佐倉綾音）のポケモンとして登場。68話ではドットのウェルカモとバトルし敗北。この時、ドットは初めて自分の力で勝ったことを実感しポピーにも話している。声優は田邊幸輔。
デザインはキバゴ系統やマッギョと同一の女性デザイナーが担当し、テレビで「だるまを燃やす祭り」を見て思いついたというエピソードがある。
ガラルのすがた
タイプ：こおり、高さ0.7m、重さ40.0kg。ガラル地方でのダルマッカの姿。体色が白くなり、雪だるまのような風貌となった。元々普通にほのおタイプだったダルマッカが雪深い土地で暮らすうちに炎袋が冷えて退化してしまい、代わりに冷気を作る器官ができたことでこの姿になった。寒いほど元気で吐息で凍らせた雪玉で雪合戦して遊んでいる。ユキカブリの木の実が好物だが、ユキノオーに追い払われる。

## ヒヒダルマ
| 分類: えんじょうポケモン | タイプ: ほのお/ 本文参照 | 高さ: 1.3m         | 重さ: 92.9kg |
| 特性: ちからずく         | かくれ特性: ダルマモード | 進化前: ダルマッカ | 進化後: なし |

ダルマッカの進化形。ヒヒとだるまを組み合わせたような姿をしたポケモンで、赤色の丸い体に、巨大な腕と炎のような眉が特徴的。ダルマッカとは基本姿勢および歩行方法が異なり、握った両腕の拳を地面に付けて4足歩行するというゴリラのナックルウォーキングのような姿勢である。1400℃にもなる炎を体内で燃やすことで内燃機関として強力なパワーを生み出し、パンチは一撃でダンプカーをも破壊する。
一方で瞑想を得意とするなど精神面においても強靭さを持ち、リゾートデザートにある「砂漠の城」近辺のヒヒダルマは瞑想を続けて休眠状態となることで、約2000年前から現代まで生きている。この状態は「ダルマモード」と言い、岩のように固まって体色も変化、坐禅を組んだ石像のようになる。戦いで傷つくことでこのダルマモードになることもあり、力押しから精神力での戦いへと切り替えを行う。
ダルマッカがレベル35になると進化するほか、リゾートデザートの「砂漠の城」近辺にある像に「いかりまんじゅう」をお供えする事でヒヒダルマが覚醒し、戦闘となる。このヒヒダルマのみ特性が「ダルマモード」となる。この特性は「HP」が半分以下になると姿が「ダルマモード」へと変化し、戦闘時にのみタイプが「ほのお・エスパー」に変化するというもの。同時にステータスの数値も大幅に変化し、「こうげき」が激減して「すばやさ」も大きく下がる。その代わり「とくこう」が飛躍的に上昇し「ぼうぎょ」「とくぼう」もかなり高くなる。何らかの要因でHPが半分以上になると「ダルマモード」は解けて通常のモードに戻る。
TVアニメ版では『ベストウイッシュ』から登場。第8話で特性が「ダルマモード」の個体が登場し、時計塔の内部にある鐘の金具が重さに耐えきれずに曲がったことによって鐘が落下しそうになったときに「サイコキネシス」で何日かの間持ち上げ続けていた。これ以外にも別個体がゲストとして何度か登場しており、その大半が「ダルマモード」の特性であることが多い。ゴウも持っており、「ダルマモード」になっていたうちの一体をゲットした。同じほのおタイプでありながら、ほのお技を使えないヒバニーを馬鹿にするなど嫌味な性格の持ち主でもある。使用技は「オーバーヒート」。声優は間宮康弘。
第8シリーズではエクスプローラーズのルーベラのポケモンとして106話から登場。ストロングスフィアで強化され本能のままに暴れ、ウルトのヤミラミを圧倒するもカイリューに敗北。
デザインはダルマッカの方が先で、担当者が「ダルマのモデルになった達磨大使がゴリラに似ている」と感じため、ゴリラをイメージし上記の外見になったエピソードがある。
ガラルのすがた
分類：だるまポケモン、タイプ：こおり/下記参照、高さ1.7m、重さ120.0kg、特性：ごりむちゅう/ダルマモード（隠れ特性）。ガラル地方のダルマッカにこおりのいしを使うことで進化した。頭の上に雪玉が載っており、進化前と比べて更に雪だるまっぽくなった。この雪玉は中に餌を保存するほか、凍らせて頭突き攻撃にも使う。原種とは異なり温厚な性格で、吹雪になると人里まで下りてくることもある。専用特性の「ごりむちゅう」は攻撃力が上がる代わりに同じ技しか出せなくなる、アイテム「こだわりハチマキ」と同じ効果。「ダルマモード」になると怒りにより退化したはずの炎袋が復活し、この時だけタイプが「こおり・ほのお」になる。分類も原種同様「えんじょうポケモン」になる。頭の雪玉に顔が付き鼻の部分から炎が噴出しており、怒りが治まるまで火を噴き続けるため雪玉の顔が溶け始めて歪んでいる。通常時とダルマモード時それぞれの性質が、原種とガラル種とで逆に変化する点も特徴。
トレーナーでは「シールド」でジムリーダーのメロンが使用する。
テレビアニメ第7シリーズ（『新無印編』）ではシュンヤ（声 - 田邊幸輔）のポケモンとして第113話で初登場。さだめのいせきの仕掛けを解いていたゴウとシゲルをライラのモスノウと共に妨害した。
第8シリーズではエクスプローラーズのインディのポケモンとして106話から登場。ストロングスフィアで強化され本能のままに暴れ、ウルトのヤミラミを圧倒するもカイリューに敗北。声優は三宅健太。

## マラカッチ
| 分類: サボテンポケモン       | タイプ: くさ         | 高さ: 1.0m   | 重さ: 28.0kg |
| 特性: ちょすい/ ようりょくそ | かくれ特性: よびみず | 進化前: なし | 進化後: なし |

サボテンのようなポケモン。同じサボテンポケモンのサボネアは丸みを帯びているが、マカラッチは頭に2つ角のようなものがついていて、角の先端に花がついている。角と手の先端と頭の上に小さいトゲがある。1本足である。アップテンポの踊りとマラカスのような音で、マメパトなど天敵のとりポケモンを追い払う。一年に一度、栄養満点で砂漠の貴重な食糧になる種を撒く。砂漠に住むサボテンのポケモンでありながら、特性上砂嵐のダメージを防ぐことができない。
TVアニメ版ではベストウイッシュ第53話でポケモン・ミュージカルへの出演を夢見るトレーナー、トビオのポケモンとして初登場。マーくん、ラーくん、カッチンのニックネームをもった3匹がおり、カッチンはほかの2匹より体格が少し小さく、赤いスカーフをつけている。声優は順に西村ちなみ、渡辺明乃、古島清孝。

## イシズマイ
| 分類: いしやどポケモン           | タイプ: むし/ いわ         | 高さ: 0.3m   | 重さ: 14.5kg       |
| 特性: がんじょう/ シェルアーマー | かくれ特性: くだけるよろい | 進化前: なし | 進化後: イワパレス |

石を背負ったヤドカリのような外貌のポケモン。石を除いた本体は橙色の小さな虫のようになっており、大きく突き出た目と2つの小さなツメ状の両腕を持つ。現実のヤドカリより脚は少なく、2つしかない。手ごろな石を見つけると、口から石を溶かす性質の液体を分泌して穴を空け、自分の住処にする習性がある。住処となる石がないと、次の石が見つかるまで落ち着かない。石を住処にしているため、ダンゴロやタンドンなど石のポケモンにとっては天敵。カバルドンの穴に居候させてもらいながら、穴に詰まった石を取り除いてあげることで共生する場合もある。
『ブラック・ホワイト』では、ヒウンシティジムリーダー・アーティが使用。
TVアニメ版では『ベストウイッシュ』第11話から登場。四匹登場し、そのうちの一匹はデントの手持ちとなった。声優は三木眞一郎。また、アーティも持っているがこちらは通常より軽い石を背負った個体として登場。サトシのポカブに勝利、クルミルに敗北。
初期案では、尻尾から炎を吹き出すポケモンで、自身で土をこねて炎で焼き、陶磁器のようにしてそこに巣を作って背負う習性を持つ「かまどポケモン」という分類だったが、陶磁器の質感がわかりづらいことから上記のように普通の石の巣に変更された。

## イワパレス
| 分類: いわやどポケモン           | タイプ: むし/ いわ         | 高さ: 1.4m         | 重さ: 200.0kg |
| 特性: がんじょう/ シェルアーマー | かくれ特性: くだけるよろい | 進化前: イシズマイ | 進化後: なし  |

イシズマイの進化形。巨大なヤドカリのようなポケモンで、地層模様がある四角い巨大なブロック状の岩塊を背負って巣にしている。岩塊の重量は相当なものだが、脚力が非常に強いためイワパレス自身には大した負荷とならず、何日も歩き続けることができる。一方で重すぎるせいで一度ひっくり返ると起き上がれなくなることがある。乾燥地帯に生息し、イワパレス同士が縄張り争いのため戦うこともある。この戦いは相手の岩塊を破壊することで勝敗を決める。負けた方は身を守るための岩塊を破壊されて不安になり、次第に弱っていく。太く固いハサミが武器でドサイドンのプロテクターでさえヒビを入れるほどのパワーを持つ。雨の日は苦手で岩塊から出てこなくなる。脚や頭は完全に引っ込められるが、ハサミは引っ込めず（或いは引っ込められない）前を防御するように手前に密着させる。
『ブラック・ホワイト』では、バトルサブウェイのサブウェイマスター・ノボリとクダリがノーマルランクでの戦いで使用してくる。
『Pokémon UNITE』では操作ポケモンとして登場。高い耐久力を活かして相手の攻撃を受け流しつつ、「がんせきふうじ」や「ステルスロック」などで味方をサポートする戦法を得意とする。ユナイトわざは岩のシールドでガードする「砕石疾風塁」。
TVアニメ版では『ベストウイッシュ』62話でデントのイシズマイが進化した形で初登場。声優は三木眞一郎。

## ズルッグ
| 分類: だっぴポケモン         | タイプ: あく/ かくとう | 高さ: 0.6m   | 重さ: 11.8kg       |
| 特性: だっぴ/ じしんかじょう | かくれ特性: いかく     | 進化前: なし | 進化後: ズルズキン |

脱皮をしてダボダボのズボン（いわゆる“腰パン”）のようになった皮をずり落ちないように両手で掴みながら歩く、トカゲのような姿をしたポケモン。この皮は弾力性に富み、普段は腰の辺りまで垂れているが、防御の際には首まで引っ張り上げ、ダメージを緩和する。何度引っ張り上げても、すぐに元に戻ってしまう。集団で練り歩き、皮が長いほど立場が偉いらしい。皮が伸び切ると進化の時が近い。喧嘩っ早い性質で、目線があった相手に対しては強固な頭蓋骨による頭突きを仕掛ける。
TVアニメ版では『ベストウイッシュ』第17話でサトシのポケモンとして初登場。声優は渡辺明乃。アニメ版登場を記念して、2011年1月28日～2月10日の期間限定でニンテンドーWi-Fiコネクションで配信された。おや名は「サトシ」。
WEBアニメ「ズルッグとミミッキュ」にも登場。ポケマメを拾っていたところミミッキュと出会い追いかけっこをするという、トムとジェリーなどを思わせるカートゥーン風のストーリーとなっている。
下半身に緩んだ皮を着ているデザインは、ファッションスタイルの「腰パン」がモデルであり（進化形のズルズキンになると不良のような外見になるのはそのため）、そのデザインと設定から誕生・派生したポケモンである。

## ズルズキン
| 分類: あくとうポケモン       | タイプ: あく/ かくとう | 高さ: 1.1m       | 重さ: 30.0kg |
| 特性: だっぴ/ じしんかじょう | かくれ特性: いかく     | 進化前: ズルッグ | 進化後: なし |

ズルッグの進化形。特徴としてトサカを持つトカゲ人間のような容姿に怠そうなジト目の表情など、不良非行少年のような意匠を持つ。進化前と同様に、自身が脱皮した際の抜け殻である弛んだ皮を着て防具にしている。ズルッグから大型化したトサカは力の象徴となっており、これが最も大きいズルズキンが群れのリーダーとなる。性格は荒っぽいが、家族や仲間や縄張りはとても大切にする。進化前から身体能力も上昇し、頭突きだけでなく蹴り技もローブシンのコンクリートを砕くほどの威力があるとともに、キック時には脱皮した皮をずり上げてダメージを減らすなど戦闘技術も身に付けている。ただし、縄張りに入った部外者に対する戦法は群れのメンバーたちによる袋叩きで、口から吐きつける酸性の体液を主な攻撃手段とする。一度決めた縄張りからは決して離れることなく、一生住み続ける。
トレーナーでは『ブラック・ホワイト、ブラック2・ホワイト2』では四天王のギーマ、『オメガルビー・アルファサファイア』では四天王のカゲツ、「ソード・シールド」ではジムリーダーのネズと妹でライバルのマリィが使用する。
ドラゴンタイプでないのにもかかわらずタマゴグループはドラゴングループであり、「りゅうのまい」「ドラゴンクロー」などドラゴンタイプの技も覚える。
TVアニメ版では『ベストウイッシュ』第43話にて野生の個体が登場。住処をバルジーナに取られ、ツンベアー、ペンドラー、ヒヒダルマに手助けしてもらおうとしたが、三匹に断られ、バルジーナを追い出す協力をサトシらにさせようとアイリスのキバゴを誘拐する。その際は正体を隠す為か、首元で頭巾の様に垂れる抜け皮を目出し帽の様に被っていた。声優は古島清孝。

## シンボラー
| 分類: とりもどきポケモン             | タイプ: エスパー/ ひこう | 高さ: 1.4m   | 重さ: 14.0kg |
| 特性: ミラクルスキン/ マジックガード | かくれ特性: いろめがね   | 進化前: なし | 進化後: なし |

「とりもどきポケモン」という分類通りそのシルエットこそは鳥のようだが、古代の象形文字等を彷彿とさせるような奇妙な姿をしている。球体のような中央部の上にIの字型アンノーンのような黒い突起部分が鳥の頭部のような形で生え、一つ目のように見えるが、ポケモンミュージカルで眼鏡を付けようとすると、腹部の二つの円状の物の前に付く。縄張りを巡回して侵入者をサイコパワーで撃退する、古代都市の守り神であったポケモン。当時の記憶が現代においても残っており、常に同じルートを巡回している。
『ブラック・ホワイト』ではプラズマ団のNや四天王のカトレアが使用する。『ブラック2・ホワイト2』ではカトレアが引き続き使用し、『X・Y』ではヒャッコクシティジムリーダーのゴジカと、ポケモントレーナーのAZが使用する。
TVアニメ版では『ベストウイッシュ』第64話で初登場。怒りで我を忘れ、デスカーンと共にサトシたちを攻撃したが、サトシたちの気持ちが伝わり助けた。

## デスマス
| 分類: たましいポケモン | タイプ: ゴースト | 高さ: 0.5m   | 重さ: 1.5kg      |
| 特性: ミイラ           | かくれ特性: なし | 進化前: なし | 進化後: 本文参照 |

デスマスクのようなリアルな人面の金色の仮面から、赤い目をした黒い影が生えている姿をしたポケモン。正体は埋葬された古代人の魂が副葬品の仮面に取り付いて誕生したポケモンとされ、図鑑にも明確に「生前は人間だった」とされているポケモン。また、生前の意思や記憶も保持しているとされ、自分の仮面を見ては涙を流しているという。自分を知っている人間を探し彷徨う。英名は Yamask（日本における商標登録上の表記は"Desumasu"）。
TVアニメ版では『ベストウイッシュ』第14話で初登場。シッポウシティの博物館の展示品に紛れ込んでいたが、その際に自身のマスクを落としてしまう。その後レプリカとして展示されていたマスクを見て、マスクを盗まれたと思い、博物館で超常現象を引き起こした。声優は水田わさび。また、第23話にて別個体がヒウンシティの倉庫内にてコジロウの手持ちとして加わった。性別はオス。声優はかないみか。
リージョンフォーム
ガラルのすがた
タイプ：じめん・ゴースト、特性：さまようたましい。
ガラル地方でのデスマスの姿。黒い影の部分は変わっていないが、目が紫色になっており仮面の部分が石版の断片になっている。古代の石版が何らかの呪いと強い恨みによってポケモンになった。デスバーンに進化する。
専用特性の「さまようたましい」は、先攻後攻問わず接触した相手と自分の特性を入れ替える効果。
アニメ版ではテレビアニメ第7シリーズ（『新無印編』）ダイマックスした個体が一瞬登場している。
テレビアニメ第8シリーズ（『リコとロイの旅シリーズ』）では第24話にてリコの祖母であるダイアナの棲んでいる古城にいる野生のポケモンとして登場。その後の第25話では襲撃してきたオニキスのキョジオーンによってしおづけ状態にされていたが、描写は無いものの後にダイアナが救出したおかげで大事には至らなかった。

## デスカーン
| 分類: かんおけポケモン | タイプ: ゴースト | 高さ: 1.7m       | 重さ: 76.5kg |
| 特性: ミイラ           | かくれ特性: なし | 進化前: デスマス | 進化後: なし |

デスマスの進化形。分類の名の通り古代エジプトの棺桶のような姿をしており、中から触手状に4本の影のような手を伸ばし、遺跡の中を這うように歩き回る。棺桶は頭部の部分を開閉することができ、開くとそこから覗き穴が生じて赤い鋭い目と牙を持つデスカーンの顔が見える。棺桶は本物の純金であり、それに目がくらんで近づいた墓泥棒を棺桶の中に閉じ込め懲らしめる、墓守の役割を持つとされている。古代には王の富の象徴とされていたらしい。なお、進化の影響で元の人間としての記憶は失われている。身体は金属だが、はがねタイプではない。英名は Cofagrigus。
『ブラック・ホワイト』では、四天王のシキミとプラズマ団のゲーチスが先発で使用する。
TVアニメ版では『ベストウィッシュ』第64話で登場。シンボラーと共に、黒き英雄にまつわる遺跡に眠る黄金のダークストーンを守っていた。

## プロトーガ
| 分類: こだいがめポケモン       | タイプ: みず/ いわ   | 高さ: 0.7m   | 重さ: 16.5kg       |
| 特性: がんじょう/ ハードロック | かくれ特性: すいすい | 進化前: なし | 進化後: アバゴーラ |

およそ1億年前に絶滅した海の古代ポケモン。「ふたのカセキ」を復元させることで入手できる。古代のウミガメであるプロトステガ科のような外見で、青い体に黒い甲羅と嘴をもつ。深海1000メートルまで潜れる高い潜水能力を持つが、陸上でも活動できる。様々な亀ポケモンの祖先と言われている。
TVアニメ版では『ベストウイッシュ』第75話にてロケット団が化石から再生させた。声優は佐藤健輔。

## アバゴーラ
| 分類: こだいがめポケモン       | タイプ: みず/ いわ   | 高さ: 1.2m         | 重さ: 81.0kg |
| 特性: がんじょう/ ハードロック | かくれ特性: すいすい | 進化前: プロトーガ | 進化後: なし |

プロトーガの進化形。1億年前に絶滅した古代ポケモンで、青い体に黒い甲羅と顎にくちばしをもつカメの姿をしている。全ての四肢がヒレ状だったプロトーガと違い、進化に伴い後脚が歩脚となって直立できるようになったが、前脚はヒレのままである。これによって、海でも陸でも生活できる。甲羅の表面は、皮膜状だった進化前からゴツゴツした質感に変化するとともに、頭部にも殻が及んでくちばしと一体化するなど、ボンベを付けた潜水スーツのような形状となっている。力が非常に強く、前脚による張り手は現代でのタンカーの船底に穴を開け、顎の力も強く、獲物を岩や鉄骨ごと噛み砕いて丸ごと食べてしまう。オムスターなどの甲殻類のポケモンも殻もろとも残さず食べる。これは、殻や鉱物に含まれるカルシウムを摂取し、自分の甲羅を頑丈にするためと言われている。
『ブラック・ホワイト』では、プラズマ団のNが最終戦で使用する。『ブラック2・ホワイト2』では、ジムリーダーのシズイが一匹目のポケモンとして使用する。
TVアニメ版では『ベストウイッシュ』75話でフジオ（声 - 浜田賢二、進藤尚美(幼少期)）がタイムスリップした世界で野生の個体が登場した。

## アーケン
| 分類: さいこどりポケモン | タイプ: いわ/ ひこう | 高さ: 0.5m   | 重さ: 9.5kg        |
| 特性: よわき             | かくれ特性: なし     | 進化前: なし | 進化後: アーケオス |

始祖鳥のような姿をしたポケモン。「はねのカセキ」を復元させることで手に入る。古代に生息していた絶滅種であり、鳥ポケモンの祖先であるとされる。前脚に羽毛を持つが、まだ滑空することしかできず、羽ばたいても飛行することができない。森林内で木の枝に飛び移りながら生活していたと考えられている。化石はとても細く脆いため、ベテランの専門家でない限り復元は困難。
TVアニメ版では『ベストウイッシュ』第36話で初登場。アララギ博士とマコモ博士が共同ではねのカセキから復元した。

## アーケオス
| 分類: さいこどりポケモン | タイプ: いわ/ ひこう | 高さ: 1.4m       | 重さ: 32.0kg |
| 特性: よわき             | かくれ特性: なし     | 進化前: アーケン | 進化後: なし |

アーケンの進化形。アーケンと同様に始祖鳥などの古鳥類のような姿をしているが、後脚の付け根にも翼が生えてミクロラプトルのような外見になっている。滑空しかできなかったアーケンとは異なり飛行が可能となったが、助走しないと飛び立つことができない。ただし、飛行よりも歩行を得意としており、自動車の走行並みの速さで走り回ることができる。知能が発達しており、群れを組んで協力して狩りを行う。オムナイトを捕食していたとされ、オムナイトの化石の中にはアーケオスの歯形がついたものも見つかっている。
『ブラック・ホワイト』では、プラズマ団のNが最後の戦いで使用してくる。また、バトルサブウェイのスーパーマルチトレインにおいて、サブウェイマスターのノボリ・クダリのチームでクダリが使用してくる（他のスーパーランクにおけるシャンデラと差し替えられた形となっている）。『ブラック2・ホワイト2』ではチャンピオンのアイリスが使用する。また、イッシュリーダーズトーナメントではフウロ、ワールドリーダーズトーナメントではヒョウタ、チャンピオンズトーナメントではダイゴも使用する。
TVアニメ版では『ベストウイッシュ』第36話ではねのカセキから復活したアーケンが進化する形で初登場。

## ヤブクロン
| 分類: ゴミぶくろポケモン     | タイプ: どく         | 高さ: 0.6m   | 重さ: 31.0kg       |
| 特性: あくしゅう/ ねんちゃく | かくれ特性: ゆうばく | 進化前: なし | 進化後: ダストダス |

緑色のビニール袋に茶色い粘着性のある腕が生えた姿のポケモン。ゴミ袋が産業廃棄物と化学変化を起こしたことでポケモンとして生まれ変わったという。有毒のガスをゲップのように吐きだす。これを吸い込むと一週間は寝込むというが、有毒性はヤブクロンとの相性の良さに反比例するため、自分になついていれば臭いを感じなくなるという。似たようなポケモンにはベトベターがおり共通点としてヤグクロンと同じく産業廃棄物から生まれ変わったポケモンである。しかしアローラ地方のベトベターはヘドロなどの有毒物質ではなく家庭ゴミなどの一般廃棄物が好物のため、現地ではベトベターに追い回される光景が日常的に見られる。呼吸する度に漏れる毒ガスの臭いを嗅ぎつけたベトベトンがよだれを垂らしながら集まることもあり、吐き出す毒ガスはマタドガスの好物でもある。
TVアニメ版では『ベストウイッシュ』の第12話で初登場。サンヨウシティ近辺の幼稚園児が近くの粗大ゴミ置き場でヤブクロンを発見し幼稚園に連れてきたが、臭いが強烈という理由で担任のユリ先生(声 - 折笠富美子)にヤブクロンを幼稚園に置かせることを断られてしまうが、サトシ達の説得もあり、最終的には認めてもらう。声優はたかはし智秋。ゲーム『ソード・シールド』のストーリーの前日譚を描いたWEBアニメ『薄明の翼』では第4話の回想にてメスの個体がオリーヴのパートナーとして登場し、後に特別編（通算第8話）およびゲーム本編においてダストダスに進化した。
テレビアニメでは第8シリーズの42話にて海パン野郎（声 - 高野憲太朗）のポケモンとして登場。普段は海パン野郎の頭に乗っており、彼と共に海のゴミを処理している。
2018年1月にイラストレーターで漫画家の高橋きのによってポケモンだいすきクラブに寄稿された記事には、実数値は不明だが大量のヤブクロンをタマゴから用意した痕跡のある『ホワイト』のソフトを寄稿者の高橋が所持していたことが明かされている。プレイ当時、高橋は「最強のヤブクロン」を用意することを目指していたという。

## ダストダス
| 分類: ゴミすてばポケモン         | タイプ: どく         | 高さ: 1.9m         | 重さ: 107.3kg |
| 特性: あくしゅう/ くだけるよろい | かくれ特性: ゆうばく | 進化前: ヤブクロン | 進化後: なし  |

ヤブクロンの進化形。産業廃棄物などの有毒なゴミから生まれたポケモンで、ゴミやヘドロなど汚いものを寄せ集めた巨大な姿をしており、頭部はヤブクロンの名残である深緑色のビニールゴミ袋が覆面状になっている。ゴミを取り込んで自身の体と融合させることができ、右腕からは毒液を放出する。この毒液は弱った相手なら即死に至る程の危険な代物。触手状になった左腕は毒攻撃できないものの力が強く、相手を捕まえて至近距離からの凄まじい悪臭がする毒ガスの吐息で攻撃する。
『ブラック・ホワイト』では、バトルサブウェイのノーマルランクでサブウェイマスターのノボリ・クダリが使用してくる。『ソード・シールド』ではマクロコスモスのオリーヴがメスの個体をエースポケモンとして使用し、キョダイマックスする。
テレビアニメ版では『ベストウイッシュ』第55話で初登場。声優は三宅健太。また、第84話ではタチワキジムのリーダー・ホミカの手持ちポケモンとしても登場しており、こちらの声優はロケット団のニャース役の犬山イヌコ。テレビアニメ第7シリーズ（『新無印編』）では第43話・第44話でゲームと異なりオリーヴではなく彼女の部下である男性（声 - 田邊幸輔）がキョダイマックスする個体を使用し、ゴウのラビフットとバトルしたが、敗北した。
ゲーム『ソード・シールド』のストーリーを基にしたWEBアニメ『薄明の翼』では特別編（通算第8話）にてゲームと同様にオリーヴのパートナーとして登場し、逮捕されたローズに託されたダイオウドウとニャイキングと共に炭鉱所で働いていた。
アプリゲーム『ポケモンマスターズEX』ではゲーム『ソード・シールド』と同様にオリーヴ（声 - 長尾歩）のパートナーとして登場し、バディーズダイマックスわざではキョダイマックスを行う。キョダイシュウキの追加効果は『ソード・シールド』よりも強力なもうどく状態となり、同時に相手のどくタイプ抵抗力を下げるというデバフ性能に特化している。
キョダイマックスのすがた
高さ21.0m以上。重さ不明。ダストダスがそのまま大きくなったような外見。体には船・自動車・電車・ブロックのおもちゃ、破けて綿が飛び出たピッピ人形や「みがわり」の人形、コイキングの食べられた後の背骨、マスターボールのようなものがついているが、これらは全てキョダイマックスのパワーで固まった毒ガスである。また、ガスを浴びると、骨の髄まで毒に侵されてしまう。キョダイマックスわざは「キョダイシュウキ」で、悪臭漂う毒液を浴びせ、相手をどく状態にする。
『ソード・シールド』ではマクロコスモスのオリーヴが使用。
アニメ第7シリーズ（『新無印編』）では第43話・第44話で登場し、オリーヴの部下である男性が使用。

## ゾロア
| 分類: わるぎつねポケモン | タイプ: あく     | 高さ: 0.7m   | 重さ: 12.5kg       |
| 特性: イリュージョン     | かくれ特性: なし | 進化前: なし | 進化後: ゾロアーク |

濃灰色のキツネのようなポケモン。目頭や眉間、頭部にある毛、つま先が部分的に濃い赤色をしており、首には黒いスカーフのようなたてがみが存在する。人や他のポケモンの姿に化ける能力を持ち、普段は自分の正体を隠すことで危険から身を守り、窮地には相手の姿に化けてみせる事で、騙したり驚かせたりすることで隙を作り逃走する習性を持つ。無口な子供に化けて人間社会に紛れていることが多い。
『幻影の覇者 ゾロアーク』上映期間中に映画館で配信されたセレビィを『ブラック・ホワイト』に連れて行くことで仲間にできる。通常プレイでは野生ポケモンとして出現せず、他の入手イベントもない。『ブラック2・ホワイト2』では、ホドモエシティであるイベントにより入手できる。入手時のレベルは25で、このゾロアのおや名は「N」である。「ORAS」以降は野生で出現する。
TVアニメ版では『ベストウイッシュ』第38話にてルークの手持ちポケモンとして初登場。ポケモンソムリエであるデントが初めて本物を見たと興奮していたことから、アニメ版の世界でも珍しいポケモンとして認知されている様子。映画が好きであり、特性「イリュージョン」で登場人物に化けていた。声優はたかはし智秋。
劇場版では『幻影の覇者 ゾロアーク』に登場。声優は間宮くるみ。人語を解し、テレパシーが使えてこれを用いて人間と意思通達も可能、一人称は「オイラ」で「〜（だ）ゾ」が口癖。イタズラ好きで、協力してくれた仲間を「オイラの部下」というなどいじっぱりな面も見られるが、心優しく寂しがり屋な性格。
ヒスイのすがた
分類：うらみぎつねポケモン、タイプ：ノーマル・ゴースト。ヒスイ地方のゾロアの姿。原種と異なり黒い部分が白くなっている。これはかつて住んでいた場所を追われたゾロアがヒスイ地方に移り住み、他のポケモンたちとの争いや自然環境に耐えきれず息絶えた、ゾロアの恨みと無念の魂によって転生した姿。原種と同様に人間や他のポケモンに化ける能力に加え、頭部や首回り、尻尾の長い毛から発する恨みのエネルギーで亡霊のような幻覚を見せ、相手の恐怖心を自分のエネルギーにする。また、タイプがノーマル・ゴーストと初の複合タイプになったことで、お互いの弱点であるかくとうとゴーストを無効化できるようになった（弱点はあくのみ）。

## ゾロアーク
| 分類: ばけぎつねポケモン | タイプ: あく     | 高さ: 1.6m     | 重さ: 81.1kg |
| 特性: イリュージョン     | かくれ特性: なし | 進化前: ゾロア | 進化後: なし |

ゾロアが進化したポケモン。4足歩行だったゾロアから2足歩行になり、四肢はほっそりとし鋭い爪が伸びた攻撃的な姿になっており、キツネと言うよりオオカミのような外見となっている。頭からは黒交じりの赤い大きな鬣が伸びており、末端部でリングのようなもので束ねられている。いっぺんに大勢の人を化かすほどの力を持っており、自分達を捕らえようとした人間を幻の景色の中に閉じ込め、懲らしめたと云われている。群れを形成するポケモンで仲間同士の結束が固く、相手を化かす事で住処を守り群れの安全を確保する。
2010年の映画『幻影の覇者 ゾロアーク』の前売券の特典として配布された、色違いのライコウ・エンテイ・スイクンのいずれか1匹を『ブラック・ホワイト』に連れて行くことでゾロアークとの特別なバトルが発生し、♀のゾロアークを捕まえることが出来る。『X・Y』から野生のものが登場するようになった。トレーナーでは『ブラック・ホワイト』のプラズマ団のNが最終戦で（ギギギアルに化ける）、『オメガルビー・アルファサファイア』の四天王カゲツが強化後にそれぞれ使用する（アブソルに化けるが、レベルは70。しかも本物のアブソルはCOM特有の行動パターンによって出てきてすぐにメガシンカするため容易に見破ることができる）。他に「ウルトラサン・ウルトラムーン」でライバルのグラジオが『サン・ムーン』で使用していたルカリオを変更させる形で使用し(シルヴァディに化ける)、Zワザ「ブラックホールイクリプス」を使う。「スカーレット・バイオレット」でアカデミー教師のレホールが先発で使用する(ゲンガーに化ける)。よってCOMがゾロアークを使う場合、エースやメガシンカするポケモンに化けることがほとんどである。
また、2011年2月より『ポケモンスマッシュ!』関連イベントの一環として、ニンテンドーWi-Fiコネクション（ふしぎなおくりもの）で配信された。
劇場版では『幻影の覇者 ゾロアーク』に登場。声優は朴璐美。性別は♀。ゾロアークが公式に発表される以前のタイトルは『幻影の覇者 Z』であり、名前を伏せられていた。ゾロア同様に変身能力を持ち、自分より小さなポケモンにも化けられる。ゾロアと共に静かに暮らしていたが、コーダイにゾロアとともに誘拐され、ゾロアを人質にとられたと騙された事でライコウ、エンテイ、スイクンの3種類に化けクラウンシティを襲撃する。ゾロアはゾロアークの事を「マァ」と母親のようなあだ名で呼んでいるが、コーダイの言動から母親ではない模様。
映画などではメスばかり登場するが、実際には御三家と同じくオスが80パーセント以上を占めるポケモンである。
バラエティ番組『ポケモンスマッシュ!』ではポケモンエンタープライズのアドベンチャー部に所属し、役職は部長。後にブラジルに渡った。声優は相馬幸人。
テレビアニメ版では『サン&ムーン』でグラジオとリーリエの父でありルザミーネの夫であるモーンのポケモンとして登場し、後にグラジオの手持ちとなった。アローラリーグではサトシのピカチュウと相打ちに終わる。その後、モーンと再会した後もグラジオの手持ちに残っている。
第8シリーズではレホールのポケモンとして登場。イタズラ好きな性格でよく他のポケモンに化ける。
『大乱闘スマッシュブラザーズ for Nintendo 3DS / Wii U』『大乱闘スマッシュブラザーズ SPECIAL』では、「モンスターボール」から登場。敵ファイターに狙いを定め、上空へ打ち上げた後に「みだれひっかき」で攻撃する。
ヒスイのすがた
分類：のろいぎつねポケモン、タイプ：ノーマル・ゴースト、重さ：73.0kg。ヒスイのすがたのゾロアが進化した姿。進化前同様、体の色は白くうごめく長い毛を持っている。その毛から恨みのエネルギーを放射し、相手に恐ろしい幻影を見せるだけでなく、体の内外にもダメージを与える。その幻影は世の中のすべてを恨んでいるような形相で、その恐ろしさは正気を保てなくなると言われるほど。非常に攻撃的な性質で他のポケモンや人間に対して激しい警戒心を抱くが、仲間思いで仲間や家族を守る慈悲深い一面もある。ゆえに信頼関係を築くことができれば頼もしい仲間になるという。

## チラーミィ
| 分類: チンチラポケモン             | タイプ: ノーマル         | 高さ: 0.4m   | 重さ: 5.8kg        |
| 特性: メロメロボディ/ テクニシャン | かくれ特性: スキルリンク | 進化前: なし | 進化後: チラチーノ |

チンチラのような姿をしたポケモン。薄い灰色の体で大きな耳と尻尾を持ち、尻尾で相手の体をなでることによってコミュニケーションをとる習性がある。極度の綺麗好きで、ほんのわずかな汚れさえも徹底的に落とす。尻尾の手入れも余念がなく、巣の掃除で尻尾が汚れると綺麗な湧き水で丸一日かけて洗う。
TVアニメ版では『ベストウイッシュ』第1話に友達のポケモンとして登場し、また第13話ではベルのポケモンとなった。性別はオス。防御力は低いため、強力な技を持つ相手に負けることが多い。声優は相沢舞。
2011年1月、ポケモンセンター東京店において、進化後のチラチーノと共に月替わりショッパーの第40弾に採用された。
読売新聞の連載ポケモン四字熟語では、『和気藹々・わきあいあい』が、チラーミィを紹介するキャッチフレーズとして用いられた。

## チラチーノ
| 分類: スカーフポケモン             | タイプ: ノーマル         | 高さ: 0.5m         | 重さ: 7.5kg  |
| 特性: メロメロボディ/ テクニシャン | かくれ特性: スキルリンク | 進化前: チラーミィ | 進化後: なし |

チラーミィが進化したポケモン。姿形に大きな変化はないが、白い体毛をスカーフのように巻きつけている。白い体毛は特殊な脂でコーティングされており、肌触りがよく、静電気やほこりを寄せ付けない他に、敵の攻撃を受け流すことが可能。この脂は肌荒れにも効果的。
TVアニメ版では『ベストウイッシュ シーズン2』第6話でポケモンワールドトーナメントジュニアカップの参加者・アキヒロのポケモンとして登場。声優はカベルネ役の葉山いくみ。

## ゴチム
| 分類: ぎょうしポケモン   | タイプ: エスパー     | 高さ: 0.4m   | 重さ: 5.8kg      |
| 特性: おみとおし/ かちき | かくれ特性: かげふみ | 進化前: なし | 進化後: ゴチミル |

白いリボンをつけた小さな少女のような姿、または抱っこちゃん人形のような姿をしたポケモン。女性的な外見だが♂♀両方存在する。他のポケモンやトレーナーなど、いつも何かを凝視するという、ネイティに似た習性を持つ。ゴチムにしか見えないものがあるらしい。観察に夢中になりすぎて攻撃に気づかないこともある。
TVアニメ版では『ベストウイッシュ』第55話ではゲストキャラであるコハル（声 - 潘めぐみ）のポケモンとして登場。声優は愛河里花子。わがままな性格で、コハルは逆らえずに言いなりになっている（アイリス曰く「どっちがトレーナーかわからない」）。サトシのズルッグを欲しがるが失敗。最後はサトシのツタージャにバトルを申し込むが返り討ちに遭ってしまい、悔しさのあまり逃げるように立ち去った。

## ゴチミル
| 分類: あやつりポケモン   | タイプ: エスパー     | 高さ: 0.7m     | 重さ: 18.0kg       |
| 特性: おみとおし/ かちき | かくれ特性: かげふみ | 進化前: ゴチム | 進化後: ゴチルゼル |

ゴチムの進化形。ツインテールのようになっておりそれぞれにリボンをつけた少女のような姿。女性的な外見だがゴチム同様♂♀両方存在する。催眠術でポケモンや人間を操る能力を持つ。眠ったままゴチミルに連れ去られる昔話が各地に残っているといわれ、星明りがきらめく夜は特に注意しなければならないとされる。
アニメではBW59話で初登場、声優は渡辺明乃。

## ゴチルゼル
| 分類: てんたいポケモン   | タイプ: エスパー     | 高さ: 1.5m       | 重さ: 44.0kg |
| 特性: おみとおし/ かちき | かくれ特性: かげふみ | 進化前: ゴチミル | 進化後: なし |

ゴチミルの進化形。黒いロングスカートのようなものに覆われ、頭の横に生えた突起が特徴的なポケモン。顔と手はピンク色に近い紫になっている。同じエスパータイプのサーナイトと同様に女性的な容姿を持つが雄と雌両方存在する。強力なサイコパワーの影響でゴチルゼルの周囲の空間がねじれて何万光年も遠くの星空が映るという。星座占いでトレーナーの寿命を知ることができるが、知った途端に号泣する。
『ブラック・ホワイト』では四天王のカトレアが、『スカーレット・バイオレット』ではアカデミー教師のセイジが使用する。
TVアニメ版では『ベストウイッシュ』第21話で初登場。声優は水田わさび。サトシたちがスカイアローブリッジを渡ろうとしたときに突如現れ、サトシたちをゴチルゼルの思い出の世界へと飛ばした。第53話ではミュージカルに出演し、サトシのミジュマルがステージに登ろうとした時、サイコキネシスでサトシ達を衣装に着替えさせられて一緒にダンスをした。第90話ではカトレアの手持ちで登場。声優は林原めぐみ。

## ユニラン
| 分類: さいぼうポケモン         | タイプ: エスパー           | 高さ: 0.3m   | 重さ: 1.0kg      |
| 特性: ぼうじん/ マジックガード | かくれ特性: さいせいりょく | 進化前: なし | 進化後: ダブラン |

薄い黄緑色の丸い体に目をつけた受精卵のようなポケモン。と言うのは分類と進化の仕方が受精卵初期を彷彿とさせるためである。周囲を特殊な青緑色（緑寄り）の液体がつつんでおり、どんな環境でも生活できる。テレパシーで仲間と会話をするという。
TVアニメ版では『ベストウイッシュ』第35話でゲストキャラ、アラタ（声 - 竹内順子）の手持ちポケモンとして初登場。声優は福圓美里。

## ダブラン
| 分類: ぶんかつポケモン         | タイプ: エスパー           | 高さ: 0.6m       | 重さ: 8.0kg        |
| 特性: ぼうじん/ マジックガード | かくれ特性: さいせいりょく | 進化前: ユニラン | 進化後: ランクルス |

ユニランの進化形で、受精卵二細胞期のようなポケモン。全体的にサイズアップし、顔の下に胴体と思われる部分と小さな手がある。二細胞期ということで頭頂部から口にかけて切れ目が走っており、脳も二分割されている。そのため、いきなり違う行動を取ることがあるが、2つの脳が同じことを考えたときがダブランの最大限のパワーが発揮できるときである。

## ランクルス
| 分類: ぞうふくポケモン         | タイプ: エスパー           | 高さ: 1.0m       | 重さ: 20.1kg |
| 特性: ぼうじん/ マジックガード | かくれ特性: さいせいりょく | 進化前: ダブラン | 進化後: なし |

ダブランの進化形で、胎児のようなポケモン。大きな頭を持つ人型の本体が、耳と巨大な腕を備えた緑色のスライム状の物質に覆われている外見を持つ。非常に高い知能を持ち、スライム状の腕を自由に操る事ができる。その腕は岩をも粉砕するほどの握力を備えており、遠隔攻撃より近接攻撃の方が得意。複数のランクルスが手をつなぐ事で、各々の脳がネットワーク化されサイコパワーが増幅される。
『ブラック・ホワイト・ブラック2・ホワイト2』では、四天王のカトレアが使用。「スカーレット・バイオレット」ではブルベリーグ四天王のネリネが使用する。

## コアルヒー
| 分類: みずどりポケモン     | タイプ: みず/ ひこう       | 高さ: 0.5m   | 重さ: 5.5kg      |
| 特性: はとむね/ するどいめ | かくれ特性: うるおいボディ | 進化前: なし | 進化後: スワンナ |

アヒルのような姿をした、水色の鳥ポケモン。潜水が得意でミズゴケが好物。体が小さいせいか飛ぶのはまだ苦手で、親のスワンナの踊りを見て翼の動かし方を学び、餌を探す際に池の深い場所を泳ぎまわりながら体を鍛えている。敵に襲われた際には全身の羽毛から水飛沫を出し、水煙に紛れて逃げる。
TVアニメ版では『ベストウイッシュ』でいたずら者として登場することが多い。第20話で3体登場し、様々なものを盗むいたずら好きとして近くの町では有名らしい。声優は西村ちなみ、たかはし智秋。テレビアニメ第8シリーズではテラスタル研修生のボッコ（声 - 夏目妃菜）のポケモンとして登場。同じ研修生のルカとライは応用テストに合格したが、ボッコだけは不合格で研修を終えてしまった。

## スワンナ
| 分類: しらとりポケモン     | タイプ: みず/ ひこう       | 高さ: 1.3m         | 重さ: 24.2kg |
| 特性: するどいめ/ はとむね | かくれ特性: うるおいボディ | 進化前: コアルヒー | 進化後: なし |

コアルヒーの進化形。名前にもある通りアヒルからハクチョウのような姿に変化している。夜明けとともに群れで集まって踊り始め、その時中心にいるスワンナがその群れのリーダーで、一糸乱れぬダンスを踊り団結力を高めている。長い首をしならせて強力なクチバシの突きを連続で繰り出してくるという。自然公園の湖で冬を越し、春になると一斉に飛び立つ姿はまるで絵画のようで、薄明の中で踊る美しいダンスから多くの芸術家がインスピレーションを受けたとされる。優雅な見た目とは裏腹に数千kmも飛び続ける事も可能。
『ブラック・ホワイト』では、ジムリーダーのフウロが切り札として使用する。
TVアニメ版では『ベストウイッシュ』にてフキヨセジムのリーダー、フウロがスワンナを手持ちに加えている。デント戦ではイワパレスに勝利し、マッギョの「ねっとう」でやけどになりつつも「アクアリング」で回復し「ブレイブバード」で勝利。サトシ戦でもピカチュウのでんき技を「アクアリング」でガードし勝利し、ハトーボーも追い詰めるが、ハトーボーがケンホロウに進化して新たに覚えた「つばめがえし」の一撃で敗北。敗北後、間違いに気付いたフウロはエアバトルを辞めて真面目にジム戦を行うと誓った。声優はたかはし智秋。イッシュリーグではコテツのポケモンとしても登場しており、サトシのピカチュウに敗北。
第8シリーズでは95話にてボッコのコアルヒーが進化して登場。「ストロングスフィア」によって強化された「みずでっぽう」で相性の悪いエクシード社員のエレキブルに勝利するも、ラクリウムの影響でかなり疲労していた。

## バニプッチ
| 分類: しんせつポケモン | タイプ: こおり             | 高さ: 0.4m   | 重さ: 5.7kg        |
| 特性: アイスボディ     | かくれ特性: くだけるよろい | 進化前: なし | 進化後: バニリッチ |

小さなソフトクリームような外見に白い頭をしたポケモン。非常に冷たい息を吐き、周囲に雪を降らせることができる。豪雪地帯が極めて狭く限られる温暖な地方では、若干サイズが小さい。オニゴーリの好物でもある。
デザイン担当は、ゴビットやバルチャイなども手掛けたグラフィックデザイナーのジェイミー（ジェイムス・ターナー）。
アニメにおいては『ベストウィッシュ』にてシューティーのポケモンとして初登場。サトシのポカブとバトルし引き分ける。
テレビアニメ第7シリーズ（『新無印編』）では第69話で登場。ロケット・ガチャットから排出されたポケモンとしてコジロウが使用し、ムサシが使用したタルップルと共にペリッパーにおやつのように見せかけたため、ペリッパーがおやつを買いに行くきっかけを作った。ちなみにタルップル共々戦闘には出されていない。
テレビアニメ第8シリーズでは第19話でエンジンシティのバトルカフェのオーナーでありマードックの元パティシエ仲間であるミッチェル（声 - 緑川光）のポケモンとして登場し、客の男性トレーナー（声 - 田邊幸輔）が出したゾウドウとバトルするも効果抜群の「アイアンヘッド」で敗北した。また、後に出すパートナーであるペロリームとタルップルに比べると弱く、手加減していた可能性が高い。

## バニリッチ
| 分類: ひょうせつポケモン | タイプ: こおり             | 高さ: 1.1m         | 重さ: 41.0kg       |
| 特性: アイスボディ       | かくれ特性: くだけるよろい | 進化前: バニプッチ | 進化後: バイバニラ |

ソフトクリームのような姿をしたポケモンで、バニプッチの進化形でよりソフトクリームに似た外見になった。雪山に生息しており、氷河期の時に南の土地に移動してきたという。ソフトクリームのクリームの部分から猛烈な冷気を放ち、小さい氷の粒をたくさん作り出す事で敵の目から姿を隠す。
『ブラック・ホワイト』ではセッカジムのジムリーダー・ハチクが使用する。
TVアニメ版では『ベストウイッシュ』第57話でバニプッチ団のボスのツララー博士（声 - ふくまつ進紗）が扮するフリージ男のポケモンとして登場。フリージ男というだけあって回りは皆、フリージオを使うと思っていたため、バニリッチを出した事に拍子抜けしていた。フリージ男曰く「フリージオはゲットしたかったが強くて出来なかった」とのこと。

## バイバニラ
| 分類: ブリザードポケモン       | タイプ: こおり             | 高さ: 1.3m         | 重さ: 57.5kg |
| 特性: アイスボディ/ ゆきふらし | かくれ特性: くだけるよろい | 進化前: バニリッチ | 進化後: なし |

バニリッチの進化形。ダブル盛りのアイスクリームやソフトクリームのような外見で、1つのコーンカップ型の台に2つのクリームにあたる部分が付いている。クリーム部分には両方共顔があり、片方は笑みを浮かべている。クリーム部分は白く柔らかい質感で、コーンカップは氷になっているが、クリーム部分の正体はバイバニラの被った雪であり、本体はあくまで氷で構成される。水を大量に飲みこみ、体内で雪雲を作る能力を持つ。2つの頭が同時に怒ると、ツノから猛吹雪を吹き出し、辺りを大雪で埋め相手を苦しめる。お互いの意見が合わないと移動しなくなり、更に動かない時は片方が寝ているらしい。場所を選ばずゲレンデを作ることができるため、スキーヤーやスノーボーダーが好んで連れていることが多い。
『ブラック・ホワイト』ではNとチャンピオンのアデクが使用し、『オメガルビー・アルファサファイア』では四天王のプリムが強化後に使用する。
デザインは、ゴルーグやバルジーナなどと同じくジェイムズ・ターナーが担当。「こおりタイプ」と「ダグトリオやレアコイルなどのように、多数のポケモンが合体し進化していく」というオーダーを受け、アイスクリームを題材に提案された。設定上は雪が全て落ちて氷のみとなった姿も存在する。
『ベストウイッシュ』ではラングレーのポケモンとして登場。性別はメス。声優はたかはし智秋。

## シキジカ
| 分類: きせつポケモン           | タイプ: ノーマル/ くさ   | 高さ: 0.6m   | 重さ: 19.5kg       |
| 特性: ようりょくそ/ そうしょく | かくれ特性: てんのめぐみ | 進化前: なし | 進化後: メブキジカ |

小さなシカのような姿をしており、額には黄色い花が乗っている。季節によって背中の毛色と匂いが変わるという生態を持ち、その季節に生える植物と同じ色・匂いとなる。基本メブキジカと一緒にいることが多いが、好奇心が強く時々迷子になることも。
『X・Y』では季節が移り変わるシステムが廃止されたため、同作で登場するシキジカは常に春の姿となっている。『スカーレット・バイオレット』においては季節ではなく地域毎に　様々な姿のシキジカが生息している。
はるのすがた
体色はピンク色。春先になると甘くて落ち着いた香りがする。かわいらしい見た目だが、新芽を食べることが多いため農家の人には煙たがられている。
なつのすがた
体色は緑色。夏の始まりになると独特の青臭い香りがする。畑の草を食べることが多く、ルガルガンに見張りを任せる農家が多いとのこと。
あきのすがた
体色はオレンジ色。秋になるとしっとりと甘く鼻に残る香りを漂わせる。人見知りしないマイペースな性格で、餌をもらうとすぐ懐く。
ふゆのすがた
体色は茶色。冬になるとほとんど匂わない。仲良くなるとじゃれて遊ぶが、生えかけの角が花に隠れており、この角に当たると地味に痛いので注意が必要。
TVアニメ版では『ベストウイッシュ』第2話でサトシがゲットしようとモンスターボールを投げたが失敗。ピカチュウでバトルして再挑戦しようとするもあっさり逃げられた。第12話では幼稚園の先生・ユリ（声 - 折笠富美子）のポケモンとして登場。声優は古島清孝。
デザイン製作は進化形であるメブキジカよりも後であり、メブキジカから逆算する形でデザインされた。

## メブキジカ
| 分類: きせつポケモン           | タイプ: ノーマル/ くさ   | 高さ: 1.9m       | 重さ: 92.5kg |
| 特性: ようりょくそ/ そうしょく | かくれ特性: てんのめぐみ | 進化前: シキジカ | 進化後: なし |

シキジカの進化形で、シカの成体の姿をしている。シキジカと同じく季節によって姿が変わり、頭部の角と体毛の一部が季節に応じて変化する。シキジカからの進化の場合、進化前のシキジカの姿と同じ季節の姿になる。棲み処も季節に応じて変えていき、季節を問わず最も立派な角を持つメブキジカが群れのリーダーとなる。冬以外の個体は愛好家に人気。
はるのすがた
角に桜の様なピンクの花が咲く。この花は淡いほど美しいとされているが、花の多い個体は栄養を花に取られるため身体の成長が少し遅い。
なつのすがた
角には青々とした大量の葉っぱが茂り、後頭部や尻尾の毛が跳ねている。葉っぱが大きいほど見事とされる愛好家がいる。葉っぱは紅茶の原料にもなり、パルデア地方の個体のものは他の地方より香りが強い。
あきのすがた
角の葉っぱは紅葉の様に鮮やかに紅く色付き、特に紅葉されているものは乙と評されている。この時期を迎えたオスは気性が荒く、オス同士でのケンカが絶えない。
ふゆのすがた
角が白樺の様に白くなり、首元と足元の体毛も雪の様に白い。秋の姿から一変して性格がおとなしいため、トレーナーがパートナーにするにはこの季節がうってつけ。しかしこの時期の姿の愛好家は少ない。
TVアニメ版では『ベストウイッシュ』第19話においてポケモンソムリエール・カベルネの手持ちポケモンとして春の姿で登場する。声優は古島清孝。第54話ではロバートが春夏秋冬のメブキジカが同時に見られる山で撮影を試みる。
『ブラック・ホワイト』のゲームシステムに四季の要素が入ることを活かしたポケモンを製作するという案から作られ、デザインはシキジカよりもこちらが先行している。
『X・Y』でも捕まえられるのだが、季節が移り変わるシステムが廃止されたため、シキジカ同様、春の姿で登場する。『New ポケモンスナップ』や『スカーレット・バイオレット』では季節をエリア毎で分けるという手法を取った事で、どの季節の姿も登場している。

## エモンガ
| 分類: モモンガポケモン | タイプ: でんき/ ひこう     | 高さ: 0.4m   | 重さ: 5.0kg  |
| 特性: せいでんき       | かくれ特性: でんきエンジン | 進化前: なし | 進化後: なし |

エゾモモンガのような姿をしたポケモン。前から見ると白い部分が目立つが、背面は黒い部分が多い。腕に持つマント状の膜の内側を放電しながら滑空する。羽ばたいて飛行する能力は無く、樹木に登ったりジャンプしたりするなどして高度を得てからの滑空を行う。頬袋に餌を溜め込み過ぎて上手く飛べなくなることもある。頬の電気袋から電撃を発して木の実を焼いて食べる。ツツケラの巣穴に住み着くことがある。
『ブラック・ホワイト』では、ライモンシティジムリーダー、カミツレが2匹使用する。
TVアニメ版では『ベストウイッシュ』第24話で初登場し、アイリスにゲットされた。性別はメス。声優はコジロウのデスマスを担当したかないみか。第50話ではライモンジムのリーダー・カミツレの手持ちポケモンとして別個体が登場。サトシのガマガルとツタージャを倒したが、ピカチュウに敗れる。こちらも性別はメスで、こちらの声優はサトシのミジュマルを担当した福圓美里。
デザインコンセプトは「プラスル・マイナンなどの系譜となる、ピカチュウとよく似た可愛いでんきポケモン」で、それまでとは違ってでんきタイプとの複合タイプで製作することとなり、モモンガがモチーフとして採用された。

## カブルモ
| 分類: かぶりつきポケモン   | タイプ: むし           | 高さ: 0.5m   | 重さ: 5.9kg        |
| 特性: むしのしらせ/ だっぴ | かくれ特性: ノーガード | 進化前: なし | 進化後: シュバルゴ |

直立した虫のような姿をしたポケモン。青を基調とした体に工具のスパナのような角を持ち、腹部は黄色く、顔と手足は黒い。危険を感じると口から酸性の液体を飛ばして、敵を撃退するという。チョボマキを狙っている。まるでマイマイカブリのような性質を持つ。
TVアニメ版では『ベストウイッシュ』第63話でアララギ博士のポケモンとして登場。ベルのチョボマキと交換進化する為に用意され、チョボマキと交換してシュバルゴに進化し、そのままベルのポケモンとなった。好戦的な性格であり、進化後もそれは変わってない。声優は西村ちなみ。
オサムシの一種であるマイマイカブリをモデルとしたポケモンで、カブルモという名称や巻貝であるチョボマキを狙う習性がその要素である。なお、デザイン段階ではチョボマキとは別の巻貝ポケモン（廃案となった）を狙っており、狙うのも単純に捕食目的という設定だった。

## シュバルゴ
| 分類: きへいポケモン               | タイプ: むし/ はがね | 高さ: 1.0m       | 重さ: 33.0kg |
| 特性: むしのしらせ/ シェルアーマー | かくれ特性: ぼうじん | 進化前: カブルモ | 進化後: なし |

カブルモの進化形。チョボマキが進化した際に脱ぎ捨てた鋼鉄の貝殻を防具として身に着けることで進化したとされている。下半身にはチョボマキの巻貝をほぼそのまま装備しているが、それ以外の部位はチョボマキの殻から形状が大幅に変化し、頭部には巨大なトサカのついた西洋風の兜を、両腕にはランスのような槍を装備し、まるで中世ヨーロッパの鎧騎士のような外見となっている。勇敢な性格を持ち、不利な相手であってもひるむことなく戦う。下半身に装備したチョボマキの殻のため脚が隠れているが、高速で飛行移動することが可能。ガラル地方では、ネギガナイトとの決闘を描いた絵画に描かれていることで有名。
通信交換によって進化する類だが、交換相手がチョボマキでなければならないという条件がある。また、その際にはチョボマキも自動的にアギルダーへと進化するが、どちらかが「かわらずのいし」（進化を止めるアイテム）を持っているともう片方も進化しないため、厳密には「チョボマキの進化」も条件に含まれていると言える。「ダブルニードル」を覚える数少ないポケモンでもある。
トレーナーでは「ブラック・ホワイト」でチャンピオンのアデクが使用する。他にも「ソード・シールド」でマクロコスモスのローズが先発で使用する。
TVアニメ版では『ベストウイッシュ』第63話でベルのポケモンとして登場。元々はアララギ博士の所有するカブルモが、同話でベルのチョボマキと交換されて進化し、ベルのポケモンとなる。カブルモ時代の好戦的な性格の名残もあって当初はベルの指示を聞いていなかった。声優は三宅健太。

## タマゲタケ
| 分類: きのこポケモン | タイプ: くさ/ どく         | 高さ: 0.2m   | 重さ: 1.0kg        |
| 特性: ほうし         | かくれ特性: さいせいりょく | 進化前: なし | 進化後: モロバレル |

キノコ型のポケモン。かさの部分の模様がモンスターボールに似ており、モンスターボールだと思って近寄ってきたポケモンやトレーナーに胞子を吹き付け撃退する。なぜモンスターボールのようなかさなのかは不明である。モンスターボールが一般化する前から存在が確認されており、タマゲタケをモデルにしたのか、タマゲタケがモンスターボールをモデルにしたのも不明と、ビリリダマとの共通点が多い。モンスターボール開発者はタマゲタゲが好きだったという説もあるが真相は不明である。湿った土地を好んでいる。
TVアニメ版では『ベストウイッシュ』第32話で野生が数匹登場。サトシのズルッグに頭突きをされて怒り、サトシ達の手持ちポケモンを「どくのこな」でどく状態にした。
第8シリーズでは28話にてかつてダイアナの冒険仲間で詐欺師のテペン（声 - 菊池通武）のポケモンとして登場。ロイのいにしえのモンスターボールが入っていたリュックに潜り込んでいた。その後、ニャオハ達をテペン特製の「超強力ねむりごな」で眠らせるも自分まで眠ってしまった。

## モロバレル
| 分類: きのこポケモン | タイプ: くさ/ どく         | 高さ: 0.6m         | 重さ: 10.5kg |
| 特性: ほうし         | かくれ特性: さいせいりょく | 進化前: タマゲタケ | 進化後: なし |

キノコ型のポケモン。タマゲタケの進化形。両手を揺らして獲物をおびき寄せ胞子で弱らせるが、実際におびき出される獲物は少ない。モンスターボールに擬態するが、ポケモンに対して効果があるのかはよくわかっていない。吹き出す胞子を浴びると、浴びた部分からモロバレルの笠に似たキノコが生えてくる。
トレーナーでは『ブラック2・ホワイト2』でジムリーダーのホミカが使用する。他にも『スカーレット・バイオレット』でアカデミー校長のクラベルがニャオハ・ホゲータを選んだ場合に使用する。
アプリゲーム『ポケモンマスターズEX』ではボールガイ（声 - 関智一）のパートナーとして登場。
TVアニメ版では『ベストウイッシュ』第54話で初登場。サトシのピカチュウや野生のシキジカに毒の粉を浴びせようとするも、ゲストキャラのロバート(声 - 山口勝平)に阻止される。また、ロバートはシキジカを庇った際に自分が毒を浴びてしまうが、後に助けられた。『ベストウイッシュ シーズン2 エピソードN』では経緯は不明ながらコジロウの手持ちとして加わり、主に「しびれごな」による麻痺や自らの体重を生かした「のしかかり」戦法を得意とする。声優は石塚運昇。
ゲーム『ソード・シールド』のストーリーを基にしたWEBアニメ『薄明の翼』では特別編（通算第8話）にてヨロイじまの集中の森にいたポケモンとして登場。森に訪れていたクララ（声 - 石川由依）がダイキノコを収穫しようとした際に彼女を驚かせ、その後は彼女と共にマスタードとダンデのバトルで起こった爆発の様子を見ていた。
デザイナーが持ってきたタマゲタケの進化形の案を見て、爆笑したスタッフが「もはやモンスターボールと間違えるはずがない」ということで露骨に判明してしまっているという意味の「モロバレ」より名付けた。

## プルリル
| 分類: ふゆうポケモン           | タイプ: みず/ ゴースト | 高さ: 1.2m   | 重さ: 33.0kg       |
| 特性: ちょすい/ のろわれボディ | かくれ特性: しめりけ   | 進化前: なし | 進化後: ブルンゲル |

ユウレイクラゲのようなポケモン。体と頭で構成されているが、3頭身で、体は薄い膜状の鰭であり、腕（触手）はあるが足がない。性的二形がはっきりしており、全体の色や形がオスとメスで全く異なる。オスが水色でシャープな体つきなのに対し、メスはピンク色でヒレの端にフリルのようにアクセントが付いている。海中8000メートル辺りに住処があるらしく毒で獲物をしびれさせ、海中へ持っていくらしい。
TVアニメ版では『ベストウイッシュ』第10話でオスの姿の個体がシューティーの手持ちとして初登場。声優は福圓美里。第37話では野生のメスの姿の個体が登場。ベルが釣りあげたものの、サトシを気に入ったのか抱きついて離れようとしなかった。『ベストウイッシュ シーズン2 エピソードN』では経緯は不明ながらムサシの手持ちとしてメスの姿の個体が加わった。声優はたかはし智秋。
『ブラック・ホワイト』開発の初期からデザインされていたポケモンの一体で、当初は純粋なみずタイプのポケモンだった。「ひらひらとした可愛く華やかなポケモン」をコンセプトにクラゲと王子・王女のデザインを組み合わせて作られたが、開発後半に全体のゲームバランスからゴーストタイプと、水妖のような上記の生態設定が追加された（担当デザイナーは意気消沈したらしい）。デザイン担当はダルマッカやオノノクス、マッギョなどと同一である。

## ブルンゲル
| 分類: ふゆうポケモン           | タイプ: みず/ ゴースト | 高さ: 2.2m       | 重さ: 135.0kg |
| 特性: ちょすい/ のろわれボディ | かくれ特性: しめりけ   | 進化前: プルリル | 進化後: なし  |

プルリルの進化形。巨大なユウレイクラゲのような姿で、顔の部分が巨大化し、その下にいくつかの腕を持っている。プルリルと同様に♂と♀でそれぞれ体色と容姿が異なる。♂は水色をしていて、王のような顔つきをしており、♀はピンク色をしていて、女王のような顔つきをしている。身体のほとんどが海水で構成されており、海水を体に吸い込み、勢いよく噴射することによって海中を推進する。生命エネルギーを大好物とし、住処に迷い込んだ船を沈めて、乗組員の命を吸い取り、沈めた船は海底に引きずり込みそれで城を造るといわれている。
ゲームにおいては、四天王・シキミが♀を使用し、『ブラック2・ホワイト2』ではジムリーダーのシズイが切り札として使用。こちらは♂である。また、ダウンロードトーナメントではアニメ『ベストウィッシュ』で登場したトレーナーであるシューティーの手持ちである♂のプルリルが進化した形で使用している。
TVアニメ版では『ベストウイッシュ』第78話にてポケモンハンター・リンゾー（声 - 佐々木誠二）の手持ちポケモンとして♂と♀の2匹が登場。最後はハチクのツンベアーに敗北し、リンゾー共々逮捕された。声優は、♂は渡辺明乃、♀は福圓美里。『シーズン2』ではゲームと同様にジムリーダーのシズイが♂の個体を所持。コテツのナットレイの「10まんボルト」に敗れた直後に特性「のろわれボディ」を発動し「10まんボルト」を封じてしまった。声優は古島清孝。

## ママンボウ
| 分類: かいほうポケモン               | タイプ: みず               | 高さ: 1.2m   | 重さ: 31.6kg |
| 特性: いやしのこころ/ うるおいボディ | かくれ特性: さいせいりょく | 進化前: なし | 進化後: なし |

ピンク色でハートの形をしたマンボウのような外見で、丸く大きな掌の様な形の背をした背びれと胸びれを持つ。大海原を漂って暮らす。傷ついたポケモンを見つけると背びれと胸びれ抱きかかえて岸まで運ぶのは、弱ったポケモンが襲われる際についでに自分も襲われるのを防ぐためらしい。抱きかかえられる際に特殊な粘膜に覆われるが、この粘膜には傷を治す効果がある。長期間の船旅に出る漁師は、医者や薬を割くためにママンボウを同行させる。外見上の共通点が多いラブカスと同様に、野生では希に「ハートのウロコ」というアイテムを持っていることがある。
「スカーレット・バイオレット」でアカデミー教師のサワロが使用する。
TVアニメ版では『ベストウイッシュ』第1話から登場。サトシがイッシュ地方で初めて目にしたポケモンであるが、ポケモン図鑑がなかったこともあり、サトシ自身はそのポケモンがママンボウであると認知していない。

## バチュル
| 分類: くっつきポケモン         | タイプ: むし/ でんき     | 高さ: 0.1m   | 重さ: 0.6kg        |
| 特性: ふくがん/ きんちょうかん | かくれ特性: むしのしらせ | 進化前: なし | 進化後: デンチュラ |

クモのような姿をしたポケモンで、体に黄色の体毛が生えている。黄色い体に青い目を備える。高さはわずか10cmと全ポケモンの中でも最も小さい（設定可能な数値の最下限）。自分よりも身体の大きなポケモンに取り付き、そのポケモンの静電気を吸い取って自身の蓄電袋に電気を溜め込む。街中に潜むバチュルは、民家のコンセントから電気を吸い取る手段を覚えているとされる。
TVアニメ版では『ベストウイッシュ』第28話に野生の個体が初登場。ケニヤンのシママにホタチを蹴り飛ばされ、探しに来たサトシのミジュマルにホタチと間違えられた。声優はたかはし智秋。

## デンチュラ
| 分類: でんきグモポケモン       | タイプ: むし/ でんき     | 高さ: 0.8m       | 重さ: 14.3kg |
| 特性: ふくがん/ きんちょうかん | かくれ特性: むしのしらせ | 進化前: バチュル | 進化後: なし |

バチュルの進化形。タランチュラなど徘徊性のクモのような体つきで、黄色と青色の体毛が生えている。デンチュラが吐き出すクモの糸は電気を帯びており、これで罠を作り、感電した獲物を捕らえる。周囲に糸を張り巡らせて、外敵へのバリアとして用いることもある。
『ブラック・ホワイト』では、バトルサブウェイのマルチトレインにおいて、サブウェイマスターのクダリが使用してくる。
TVアニメ版では『ベストウイッシュ』第17話に登場。サトシのズルッグが夜、木に向かって頭突きをしていたとき、住み着いていたデンチュラ1匹が現れた。第24話にも登場し、ベルのチラーミィの「ハイパーボイス」で攻撃されて怒り、サトシたちを電撃で攻撃した後に去っていった。

## テッシード
| 分類: とげのみポケモン | タイプ: くさ/ はがね   | 高さ: 0.6m   | 重さ: 18.8kg       |
| 特性: てつのトゲ       | かくれ特性: きけんよち | 進化前: なし | 進化後: ナットレイ |

植物の実や種のような姿のポケモン。体は鋼でできており、そこから無数の緑色のトゲを出している。普段は洞窟の壁面にトゲを食い込ませて張り付いており、同時にその壁面から鉱物分を吸収している。危険を察知するとトゲを一斉に射出して攻撃し、その隙にテッシード本体は転がって逃走する。狙った方向へトゲを飛ばすのは苦手なため、練習を繰り返す。
TVアニメ版では『ベストウイッシュ』第81話にて研究所のポケモンとして登場。この研究所では様々な場所のテッシードを集め、トゲに含まれている苔を主に研究しているが、ゲームでも生息している「電気石の洞穴」の種が電気の吸収により暴走し、電気を帯びた苔が異常繁殖してしまう。
秋の川原などで服などに付着する植物の種実の一種であるくっつき虫をモチーフとしたポケモンで、当初からタイプ構成と出現ダンジョンが決定した上でデザインがなされた。

## ナットレイ
| 分類: とげだまポケモン | タイプ: くさ/ はがね   | 高さ: 1.0m         | 重さ: 110.0kg |
| 特性: てつのトゲ       | かくれ特性: きけんよち | 進化前: テッシード | 進化後: なし  |

テッシードの進化形。鋼の円盤型のボディが特徴で、そこからイバラの枝のような外見をしたびっしりと金属のトゲの生えた3本の触手が伸びている。振りかざした触手は岩をもたやすく粉砕する威力を持つ。普段は洞窟の内壁に張り付き待機しており、獲物が通りかかるとトゲを打ち込もうと触手を伸ばして襲いかかる。触手のトゲで内壁に傷をつけ、そこに触手を食い込ませることで鉱物の養分を吸収する。
ゲーム版では「ソード・シールド」でマクロコスモスのローズが使用する。初登場の「ブラック・ホワイト」では天井に触手を食い込ませてぶら下がる様な態勢だったが、「X・Y」以降は触手を脚のように地についた態勢となっている。
TVアニメ版では『ベストウイッシュ シーズン2』第5話でジュンサーの手持ちとして登場。第10話にもコテツのポケモンとして登場しており、こちらはシズイのマンタインの「タネマシンガン」や「サイケこうせん」といった効果はいまひとつの技で大きなダメージを受けるなど他のナットレイと比べて防御力は低い模様。声優は三宅健太。第7シリーズ（『新無印編』）ではゴウもゲットしている。また別個体がゲーム「ソード・シールド」と同様にローズ（声 - 松田健一郎）のポケモンとして第44話および第45話で登場。